# Raimo Helminen
Raimo Ilmari Helminen (* 11. März 1964, Tampere, Finnland) ist ein ehemaliger finnischer Eishockeyspieler. Zwischen 1982 und 2008 bestritt er 713 Spiele in der SM-liiga, 226 in der Elitserien und 117 in der National Hockey League. Sein Stammverein war Ilves Tampere. Seit seinem Karriereende arbeitet er als Trainer und war zuletzt Cheftrainer des HC Pustertal.

## Karriere

### Als Spieler
Raimo Helminen begann seine Karriere als Eishockeyspieler in seiner Heimatstadt in der Jugend von Ilves Tampere, für dessen Profimannschaft er in der Saison 1982/83 sein Debüt in der SM-liiga gab, wobei er mit dem Team in seinem Rookiejahr den dritten Platz belegte. Der Angreifer, der auch in den folgenden drei Jahren für Ilves aktiv war, wurde im NHL Entry Draft 1984 in der zweiten Runde als insgesamt 35. Spieler von den New York Rangers ausgewählt. Ein Jahr später wurde er mit Tampere erstmals Finnischer Meister.
Nach dem Titelgewinn 1985 wechselte er zu den Rangers in die National Hockey League, für die er bis 1987 auf dem Eis stand, ehe er am 10. März 1987 an die Minnesota North Stars abgegeben wurde. Im Trikot der North stars bestritt er in der Saison 1986/87 ebenso nur sechs Spiele wie für die New Haven Nighthawks aus der American Hockey League.
Anschließend kehrte er in seine finnische Heimat zurück, wo er in der Saison 1987/88 für seinen Ex-Klub Ilves Tampere auflief. Nachdem der Linksschütze am 1. Juni 1988 als Free Agent einen Vertrag bei den New York Islanders unterschrieben hatte, spielte er in der folgenden Spielzeit für die Islanders in der NHL, sowie für deren AHL-Farmteam, die Springfield Indians. Im Sommer 1989 wechselte Helminen in die zweite schwedische Liga zu Malmö IF, mit dem ihm der Aufstieg in die Elitserien gelang und er 1992 und 1994 jeweils die Schwedische Meisterschaft gewann. Nach sieben Jahren in Schweden verließ der Finne 1996 Malmö und kehrte zum dritten und letzten Mal zu Ilves Tampere zurück, für die er bis zu seinem Karriereende 2002 spielte, wobei der Center 1998 noch einmal Vizemeister, sowie 2001 Dritter mit dem Team wurde.

### International
Für Finnland nahm Helminen an den U20-Junioren-Weltmeisterschaften 1983 und 1984, sowie den Weltmeisterschaften 1985, 1990, 1994, 1995, 1996, 1997, 1998, 1999, 2000, 2001 und 2002 teil. Des Weiteren stand er im Aufgebot Finnlands bei den Olympischen Winterspielen 1984 in Sarajevo, 1988 in Calgary, 1992 in Albertville, 1994 in Lillehammer, 1998 in Nagano und 2002 in Salt Lake City, sowie beim World Cup of Hockey 1996.
2010 wurde seine Trikotnummer 14 durch den finnischen Eishockeyverband für das Nationalteam gesperrt.

### Als Trainer
Während der Saison 2009/10 wurde Helminen Assistenztrainer bei Ilves Tampere und war dort bis zur Mitte der Saison 2012/13 beschäftigt, zuletzt als Cheftrainer.
In der Saison 2013/14 stand Heliminen als Assistenztrainer von Ari-Pekka Selin bei Barys Astana aus der Kontinentalen Hockey-Liga unter Vertrag. Zudem betreute er die kasachische Nationalmannschaft in gleicher Position. Im September 2015 wurde er bei Barys entlassen und arbeitet noch im gleichen Jahr kurzzezitg als Co-Trainer bei Dinamo Riga. Zwischen 016 und 2019 war Helminen dann Assistenztrainer bei Jokerit aus der KHL.
In der Saison 2019/20 war er finnischer U20-Nationaltrainer und gehörte dem erweiterten Trainerstab der finnischen Herren-Nationalmannschaft an. Anschließend folgte ein Jahr als Trainer bei TPS und beim HC Pustertal.

## Erfolge und Auszeichnungen
| - 1985 Finnischer Meister mit Ilves Tampere - 1988 SM-liiga All-Star-Team - 1990 Aufstieg in die Elitserien mit Malmö IF - 1992 Schwedischer Meister mit Malmö IF - 1992 Europapokal-Gewinn mit Malmö IF - 1993 Bester Vorlagengeber der Elitserien - 1994 Schwedischer Meister mit Malmö IF - 1994 Topscorer der Elitserien | - 1997 SM-liiga All-Star-Team - 1998 Finnischer Vizemeister mit Ilves Tampere - 1998 SM-liiga All-Star-Team - 1998 Kultainen kypärä - 1998 Lasse-Oksanen-Trophäe - 1999 SM-liiga All-Star Team |

### International
| - 1984 Silbermedaille bei der U20-Junioren-Weltmeisterschaft - 1984 Bester finnischer Spieler der U20-Junioren-Weltmeisterschaft (gemeinsam mit Esa Tikkanen und Jarmo Myllys) - 1984 Topscorer der U20-Junioren-Weltmeisterschaft - 1984 All-Star-Team der U20-Junioren-Weltmeisterschaft - 1988 Silbermedaille bei den Olympischen Winterspielen - 1994 Bronzemedaille bei den Olympischen Winterspielen | - 1994 Silbermedaille bei der Weltmeisterschaft - 1995 Goldmedaille bei der Weltmeisterschaft - 1998 Bronzemedaille bei den Olympischen Winterspielen - 1998 Silbermedaille bei der Weltmeisterschaft - 1999 Silbermedaille bei der Weltmeisterschaft - 2000 Bronzemedaille bei der Weltmeisterschaft - 2001 Silbermedaille bei der Weltmeisterschaft |

## Rekorde
- Topscorer der Elitserien als erster ausländischer Spieler (1993/94)
- Weltrekord für die meisten international gespielten Spiele (330)
- Meiste Assists (155) und meiste Punkte (207) erzielt für Team Finnland
- Einziger Eishockeyspieler, der an sechs Olympischen Winterspielen teilgenommen hat: Sarajevo 1984, Calgary 1988, Albertville 1992, Lillehammer 1994, Nagano 1998 und Salt Lake City 2002